# Objective: Kursk
Objective: Kursk est un jeu vidéo de type wargame créé par Gary Grigsby et publié par Strategic Simulations en 1984 sur Apple II et Atari 8-bit. Le jeu se déroule en 1943 sur le front de l’Est de la Seconde Guerre mondiale et retrace la  bataille de Koursk, connue comme la plus grande bataille de chars d'assaut de l’histoire avec plus de 4 000 véhicules blindés engagés dans l’affrontement. Le joueur y contrôle la Wehrmacht, avec pour objectif d’atteindre Koursk en moins de onze jours, et doit affronter l’Armée rouge, contrôlée par l’ordinateur. Le jeu prend place sur une carte, divisée en cases hexagonales, qu’il peut faire défiler. Il se déroule au tour par tour, chaque tour de jeu étant divisé en plusieurs phases permettant successivement d’organiser ses unités, de les approvisionner, de les déplacer et d’attaquer et de lancer des opérations aériennes. À l’issue de ces phases, l’ordinateur résout les combats et à la fin de la partie, un système de points, attribués en fonction des villes que les joueurs contrôlent et des unités ayant survécu à l’affrontement, permet de déterminer le vainqueur. À sa sortie, Objective: Kursk fait l’objet de critiques mitigées dans la presse spécialisée qui salue son niveau de détail et la précision de sa simulation mais qui critique son interface, jugée « fastidieuse », et les lacunes de son système de jeu et de son manuel d'instruction.

## Trame
Objective: Kursk se déroule en 1943 sur le front de l’Est de la Seconde Guerre mondiale. Il retrace la bataille de Koursk, connue pour être la plus grande bataille de chars d’assaut de l’histoire avec plus de 4 000 véhicules blindés engagés dans l’affrontement. Lors de celle-ci, la Wehrmacht tentent d’encercler et de détruire les forces de l’Union Soviétique, largement supérieures en nombre, qui se sont déployées à 70 miles de la ville de Koursk. Ayant été informée de ce plan, l’Armée rouge fortifie solidement ses positions avec notamment la mise en place de champs de mines et l’arrivée de renforts.

## Système de jeu
Objective: Kursk est un wargame qui simule, au niveau tactique et opérationnel, les opérations qui opposent l’Allemagne et l’Union Soviétique lors de la bataille de Koursk de la Seconde Guerre mondiale. Le joueur y contrôle la Wehrmacht et a pour objectif d’atteindre Koursk en moins de onze jours. Il doit pour cela affronter l’Armée rouge, contrôlée par l’ordinateur, qui compte plus de 2 000 chars d’assaut KV-1 et T-34 et est protégé par des champs de mines. Le jeu propose quatre niveaux de difficulté. Le niveau trois est celui le plus proche de la réalité historique, les autres faisant intervenir des modifications sur l’efficacité des champs de mines et sur la vitesse à laquelle arrivent les renforts soviétiques. 
Le jeu prend place sur une carte du champ de bataille, composée de 31x32 cases hexagonales, sur laquelle les unités sont représentées par des symboles militaires. Il se déroule au tour par tour, chaque tour est divisé en plusieurs phases. Lors de la première, la phase d’ajustement, l’écran affiche une portion de 13x8 cases de la carte que le joueur peut faire défiler verticalement ou horizontalement. En utilisant les touches numérotées du clavier, le joueur déplace un curseur pour inspecter et modifier de ses différents groupes d’unités. Chaque groupe peut contenir entre un et cinq unités de combat, et chaque unité peut contenir jusqu’à six types de troupes différentes. Lorsque le curseur est au-dessus d’un groupe, l’écran affiche les données le concernant. Le joueur peut également transférer ses unités entre deux groupes empilés sur une même case, où divisé un groupe en plusieurs. La phase suivante, la phase d’approvisionnement, permet au joueur de gérer le ravitaillement de ses troupes. Les réserves apparaissent sur un côté de l’écran et le joueur les diriges avec le clavier afin de les amener sur les troupes à approvisionner. Vient ensuite la phase de mouvement dans laquelle le joueur définis, à l’aide du clavier, quatre déplacement consécutifs pour chaque groupe de combat. Par exemple, en entrant la commande « 1112 », le groupe se déplace trois fois vers le nord puis une fois vers le nord-ouest. La distance parcourue par un groupe dépend de son mode (statique, assaut, mobile ou route) qui influe également sur sa défense et ses capacités offensives. Pour tirer sur une unité ennemie, un groupe doit ainsi être en mode statique. En se déplaçant et en tirant, les unités dépensent des points d’approvisionnements. Après la phase de mouvement vient la phase des missions aériennes lors de laquelle le joueur assigne des missions de combat ou de patrouilles à ses escadrons de chasseurs ou de bombardier. À l’issue de ces phases, l’ordinateur résout les combats en prenant en compte l’attaque et la défense des unités impliqués pour déterminer leurs pertes respectives. Les combats prennent également en compte les perturbations subies par l’unité qui, en s’accumulant, peuvent conduire celle-ci à battre en retraite.
L’affrontement est également affecté par les conditions météorologiques. Ainsi, à chaque tour, il y a 10 % de chance qu’il pleuve. Lorsque c’est le cas, les mouvements deviennent plus difficile (ils nécessitent de dépenser plus de points d’approvisionnement) et les rivières peuvent deviennent impraticables. Le vainqueur de la partie est déterminé par un système de points, attribués en fonction des villes que les joueurs contrôlent et des unités ayant survécu à l’affrontement.

## Développement et publication
Objective: Kursk est développé par Gary Grigsby et publié par Strategic Simulations en 1984 sur Apple II et Atari 8-bit,.

## Accueil
| Objective: Kursk  |      |       |
| Média             | Nat. | Notes |
| CGW               | US   | 2.5/5 |
| Jeux et Stratégie | FR   | 4/5   |
| Tilt              | FR   | 4/6   |

À sa sortie en 1984, Objective: Kursk fait d’abord l’objet d’une critique plutôt négative de Neil Shapiro dans le magazine Electronic Games. D’après lui, plusieurs défauts l’empêchent en effet d’être aussi bon qu’il aurait pu l’être. Il cite d’abord le manuel d’instruction, qu’il juge insuffisamment détaillé pour un jeu de ce type, aussi bien dans sa présentation du contexte historique que dans l’aide qu’il fournit au joueur. Il met également en avant plusieurs lacunes de son système de jeu, comme l’absence d’une option permettant de visualisé la carte dans sa globalité. En conclusion, il juge que s’il constitue une « bonne simulation », il lui manque cette « sensation de fluidité, de contrôle et de défi » qu’il recherche habituellement dans un jeu. En 1986, Objective: Kursk fait l’objet d’une critique plus positive de John Stanoch dans le magazine Antic. Celui-ci fait d’abord l’éloge de son manuel d’instruction, qu’il juge « concis, clair et court » et qui, d’après lui, permet de comprendre rapidement les règles malgré l’absence d’une carte indiquant la position initiale des unités. Concernant le jeu en lui-même, il estime que compte tenu de la longueur d’une partie, il peut se révéler « fastidieux » pour certains joueurs. Il salue en revanche la « précision » avec laquelle il simule la situation désespérer du camp Allemand et conclut qu’il se révèle une « heureuse addition » à la collection de wargame sur ordinateur de ceux qui, comme lui, ont longuement essayé de gagner avec le camp allemand dans son équivalent sur table. Dans un dossier consacré aux wargames, la critique du magazine Tilt est également mitigée. L’auteur du test estime en effet que s’il est « assez précis » et qu’il « ne manque pas d'interêt », rien ne le différencie vraiment des autres jeux de ce type publiés par Strategic Simulations.
Rétrospectivement, Evan Brooks estime en 1987 dans le magazine Computer Gaming World que si Objective: Kursk propose une simulation « extrêmement détaillé », il est desservi par son système de contrôle, qui le rend « fastidieux », et par son système de jeu qui fait qu'il est plutôt « fade ».